# Khvoshkīn
Khvoshkīn (persiska: خُشكين, وَشخَر, خُوشگِن, خُوشكين, وِشكين, خوشکین, Khoshkīn) är en ort i Iran.   Den ligger i provinsen Kurdistan, i den nordvästra delen av landet, 500 km väster om huvudstaden Teheran. Khvoshkīn ligger 1 243 meter över havet och antalet invånare är 118.
Terrängen runt Khvoshkīn är kuperad norrut, men söderut är den bergig.Runt Khvoshkīn är det ganska tätbefolkat, med 60 invånare per kvadratkilometer. Närmaste större samhälle är Marivan, 15,2 km nordväst om Khvoshkīn. Trakten runt Khvoshkīn består till största delen av jordbruksmark.